# Torre de la Casota

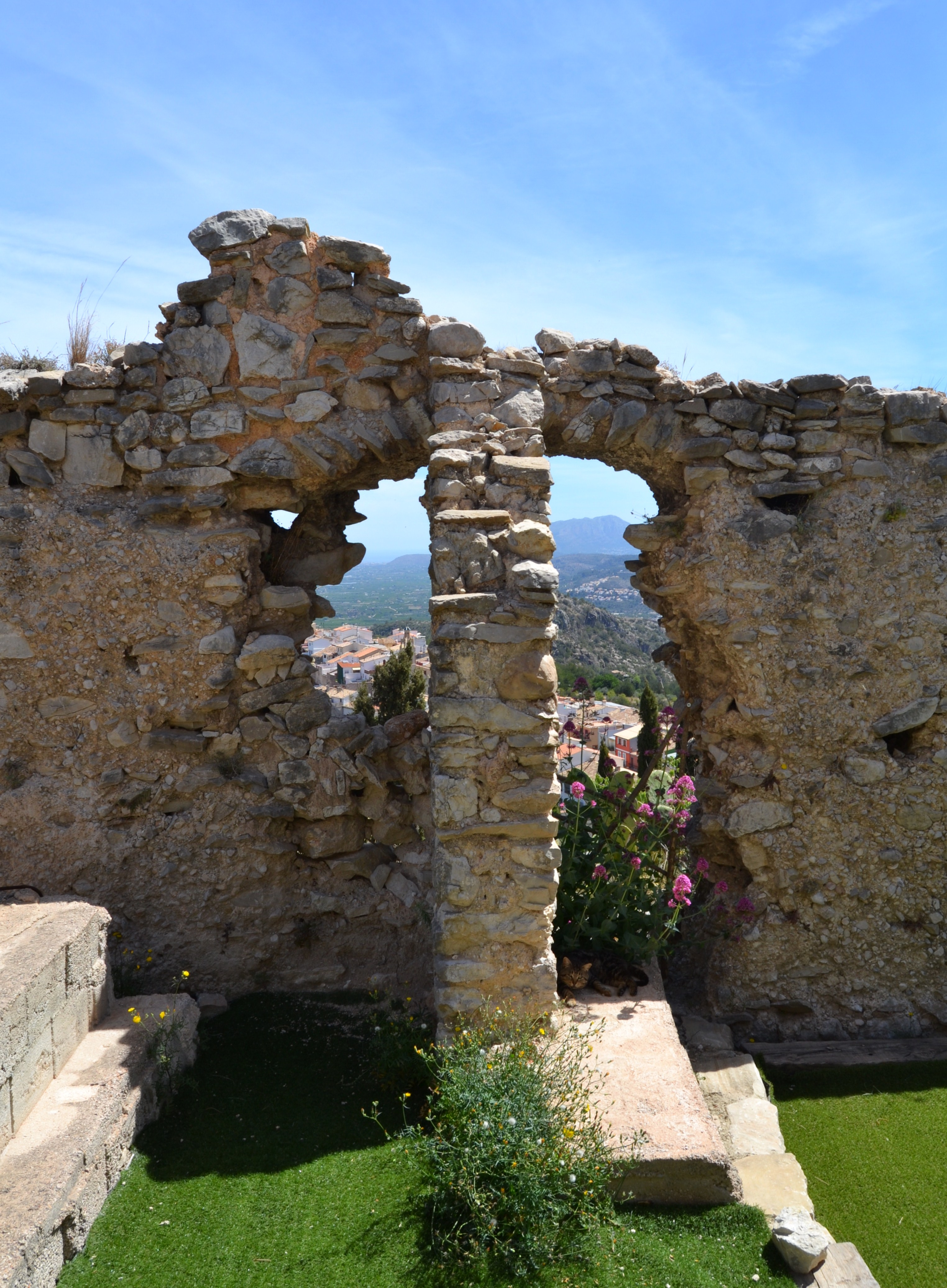
Torre de la Casota, muro con obertura

La torre de la Casota situada en el término municipal de Vall de Laguart (Provincia de Alicante, España), cercana a la localidad de Campell, es una torre defensiva del siglo XII.
Se trata de un edificio de planta rectangular, de unos 10 x 7 metros, y de más de 3,5 metros de altura conservada. Por la tipología de las tapias que lo conforman, de 1,19 m de ancho, se corresponde con una construcción de tipo militar, una torre que combinaría las funciones de guardia y defensa desde un punto estratégico.
Los vestigios de cultura material documentados son encuadrables entre finales del siglo XI y mediados del siglo XIII, en la época almohade, coincidiendo con un momento de fortificación del territorio andaluz ante el avance de los reinos cristianos.